# Лакавишки пролом
Лакавишкият пролом е пролом на река Лакавица, ляв приток на река Малки Искър в Северна България, в Западния Предбалкан, в Община Правец, Софийска област. Той раздела планинския рид Лакавица на две почти равни части – западна и източна.
Проломът е дълъг 11,4 km, а средната му надморска височина е 313 m. Започва северно от град Правец на 389 m н.в. и се насочва на север. В района на село Правешка Лакавица има малко долинно разширение, като тук е приблизително средата на пролома и надморската му височина е 313 m. След това отново се стеснява и завършва при устието на река Лакавица в река Малки Искър, в югоизточната част на село Калугерово, на 236 m н.в.
Проломът е всечен в горнокредните варовици на Карлуковската синклинала. Склоновете му са стръмни, обрасли с широколистна гора. Лесно проходим
През него преминават участъци от два пътя от Републиканската пътна мрежа на България:
- в горната част на пролома от село Правешка Лакавица до град Правец на протежение от 5 km – участък от първокласния Републикански път I-3 Бяла – Плевен – Ботевград (от km 186 до km 191);
- в долната част на пролома между селата Правешка Лакавица и Калугерово на протежение от 6,4 km – участък от третокласния Републикански път III-308 Правешка Лакавица – Калугерово – Роман (от km 0 до km 6,4);.

В района на местността Правешки ханове над пролома чрез висок виадукт преминава част от трасето на автомагистрала Хемус.

## Топографска карта
- Лист от карта K-34-48. Мащаб: 1 : 100 000.